# Districte de South Dinajpur
El districte de South Dinajpur o Districte de Dakshin Dinajpur (bengalí দক্ষিণ দিনাজপুর জেলা) és una divisió administrativa de Bengala Occidental creada l'1 d'abril de 1992 per partició del districte de West Dinajpur. La capital és Balurghat. La població (2001) és d'1.503.178 habitants i la superfície de 2.162 km².
Administrativament el formen dos subdivisions: Balurghat i Gangarampur. Cada subdivisió es divideix en blocks de desenvolupament:
- Balurghat
  - Hili
  - Balurghat
  - Kumarganj
  - Tapan
- Gangarampur
  - Gangarampur
  - Bangsihari
  - Harirampur
  - Kushmandi

Les 2 úniques municipalitat són Balurghat i Gangarampur